# Ходули

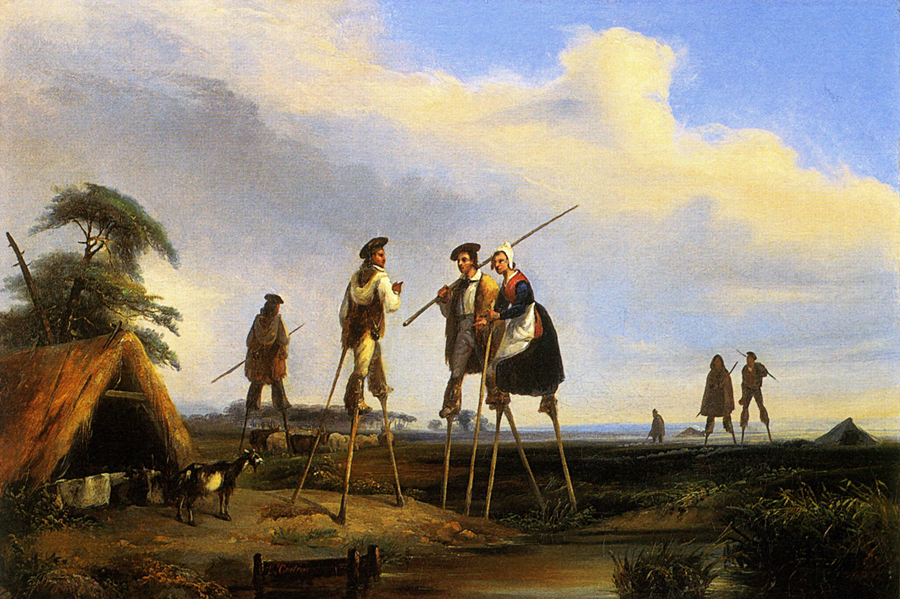
Картина Жана-Луи Жинтрака

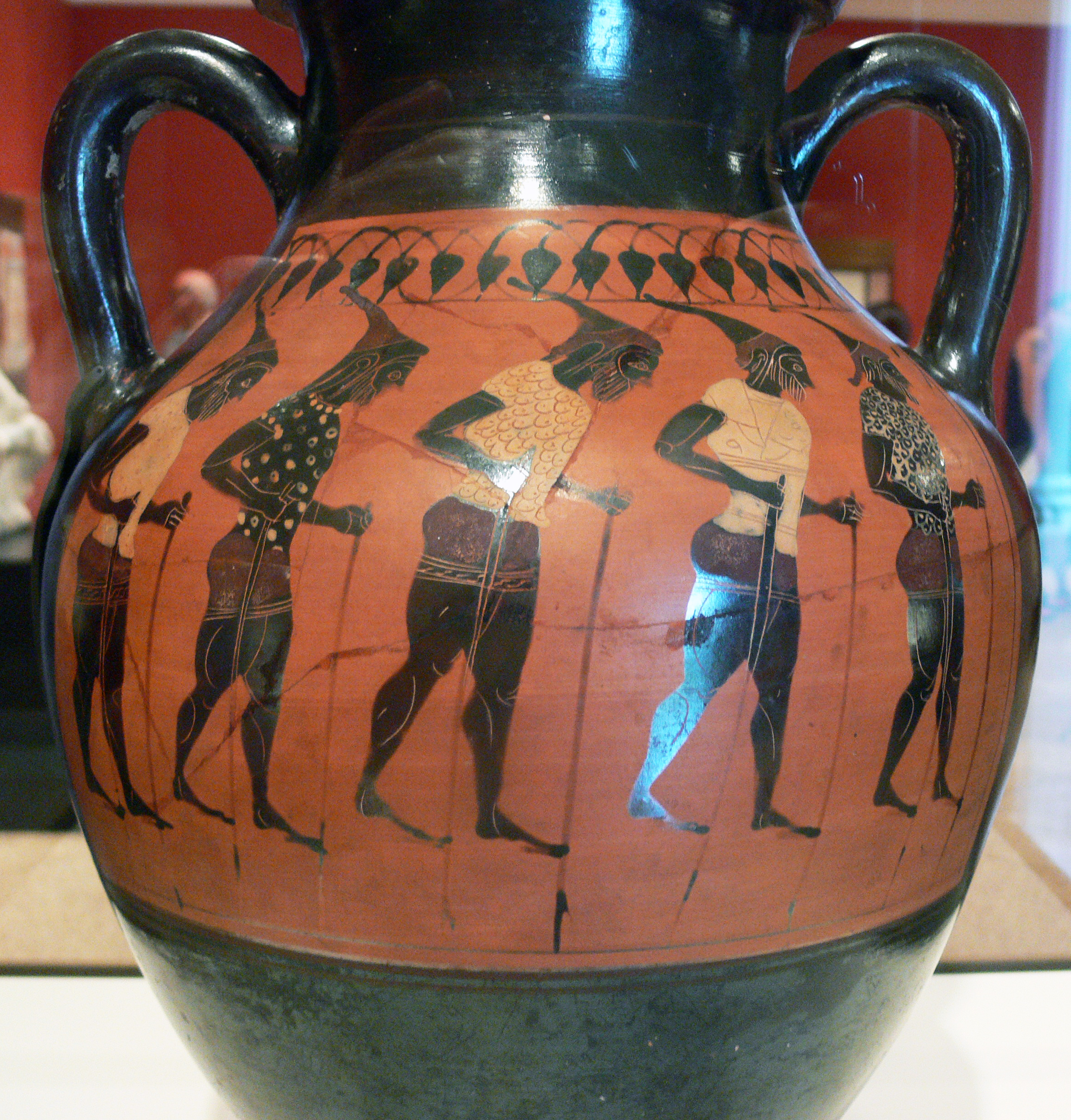
древнегреческая ваза с изображением людей на ходулях

Ходули — прямые палки с прикреплёнными к ним на известной высоте ступенями для ног, служащими для ходьбы. Высота ходулей варьируется от нескольких десятков сантиметров до двух с половиной метров.
Палки бывают или удлинённые, причём они удерживаются руками ходящего (позади его плеч), или же укороченные, причём они привязываются к голеням ходящего, который в таком случае опирается на длинный посох.
Люди давно используют сваи для зданий в поймах рек, на пляжах, чтобы защитить их от повреждений водой, волнами, подвижной почвой или песком, ходули для ходьбы использовали для той же цели, чтобы ходить во время наводнений или для перехода через водоёмы. Использовали в армии для разведки, чтобы не оставлять следы, чтобы быстро ходить на большие расстояния.
Хождение на ходулях известно с глубокой древности. Известны как одно из давних развлечений на Руси.
Ходули используют пастухи, при помощи ходуль пастухи могут легче преодолевать большие расстояния, и лучше видеть вдаль.
Ходули используются в Южной Америке при переходе речек. В Бирме детей с пятилетнего возраста учат на них ходить, чтобы перемещаться во время паводков. Использовали для сбора урожая фруктов на деревьях. Рыбаки используют ходули для ловли рыбы острыми палками во время прибоя. Ходули использовали для охоты, как защиту от диких животных и чтобы казаться выше, и этим напугать хищников.
Они получили развитие во Франции: в гасконских ландах, где вода застаивается и образует непроходимые для пешехода болота, ходули являются для сельского населения главным средством передвижения.
В середине XIX века в городе Намюре производились состязания-бои на ходулях между двумя лагерями, на которые разделялись жители этого города; бои проходили на большой площади перед ратушей, причём заключались в том, что состязающиеся старались сбить противника с ног ударами ходулей о ходули.
Ходули используются в цирковых и театральных представлениях.
Ходули использовали парикмахеры для создания высоких причёсок.
Алюминиевые ходули используются для работ на высоте: фермерами в Калифорнии и Марокко для обрезки и сбора урожая фруктов, для мытья больших окон, ремонта крыш и установки или покраски высоких потолков, для строительства из гипсокартона, покраски, укладки плитки на подвесной потолок, штукатуры, электрики, маляры…
На ходулях танцуют и устраивают забеги.

## Галерея

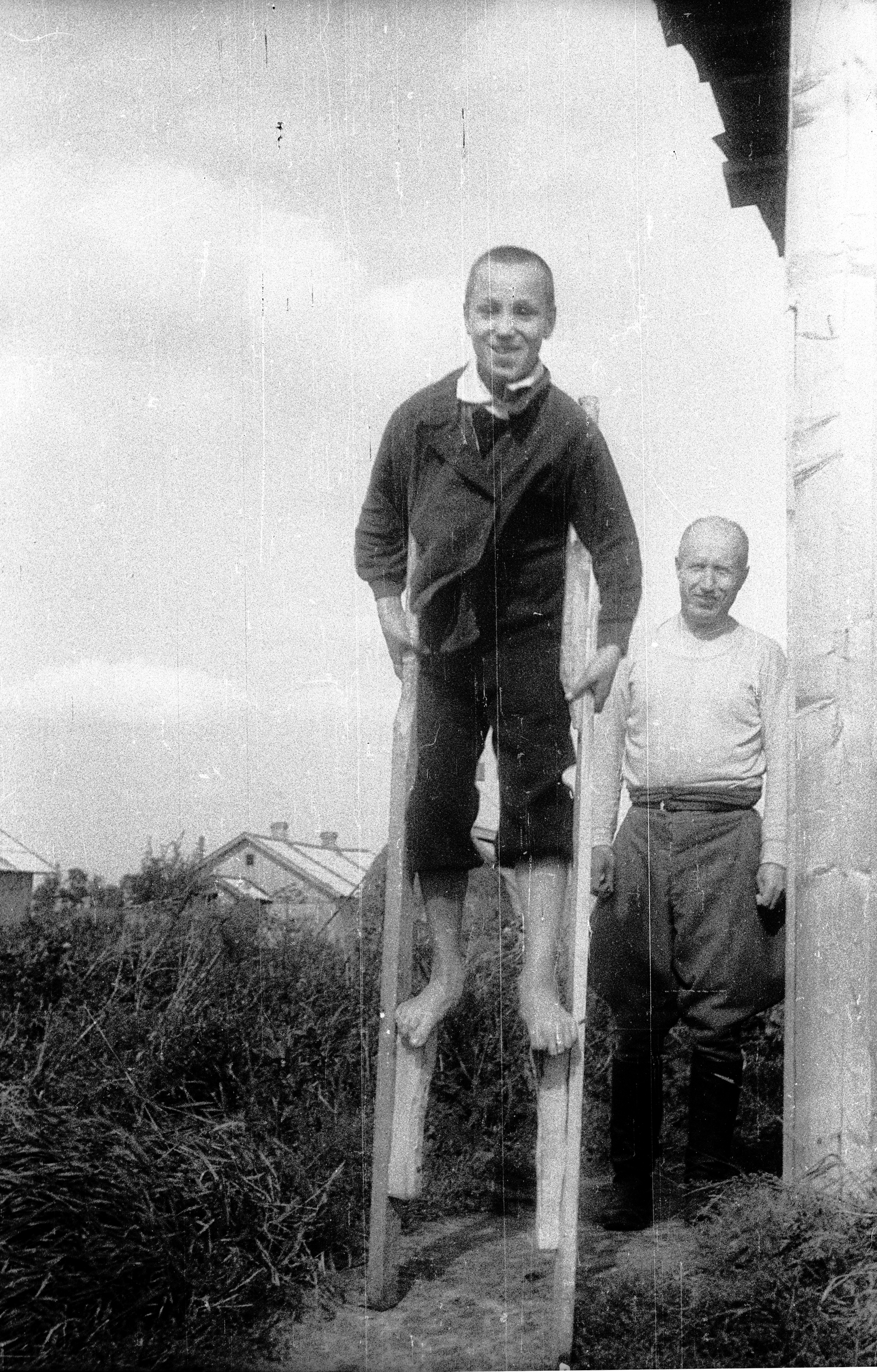
Мальчик на ходулях. Смоленск, 1952 год
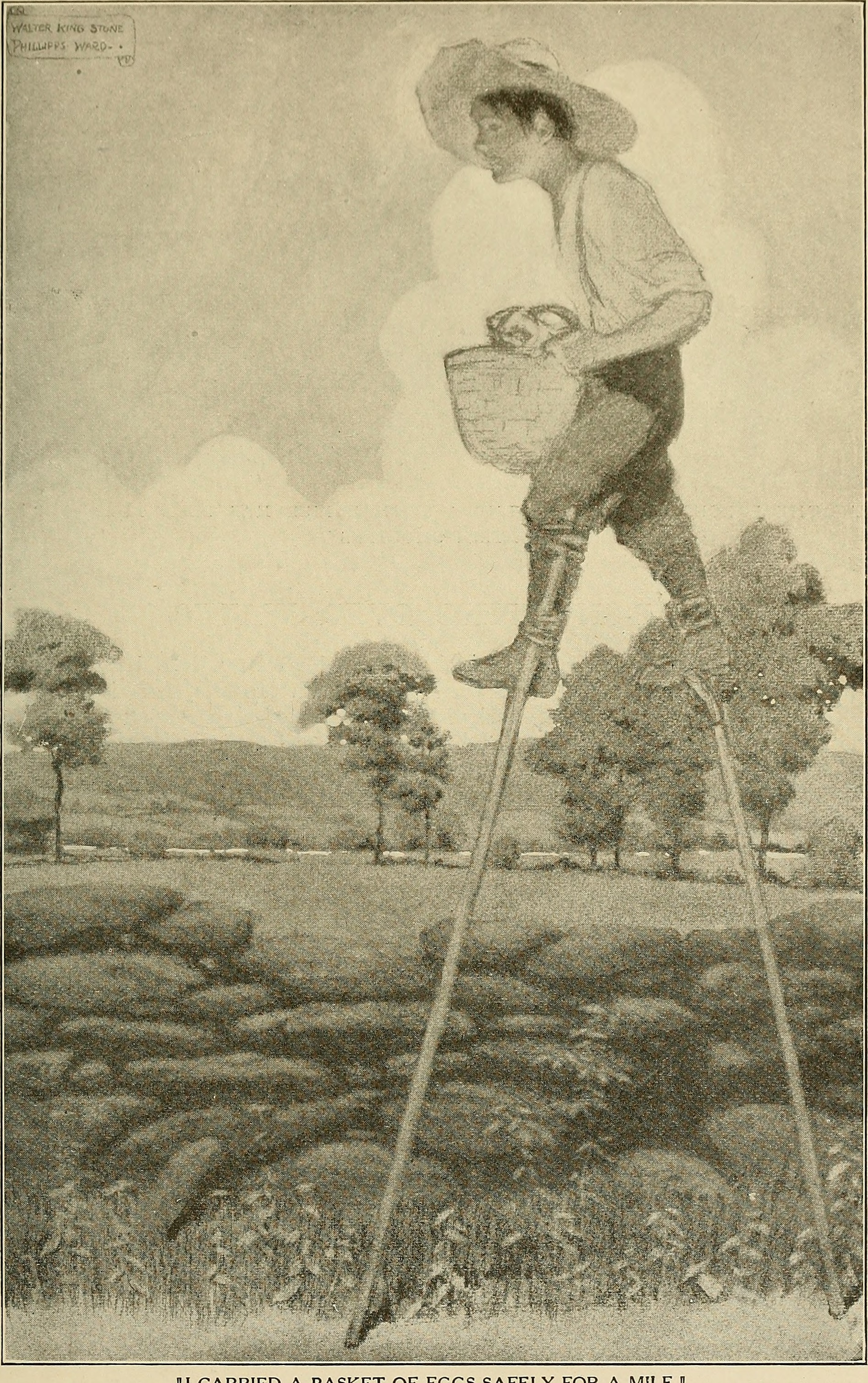
Крестьянин с корзиной на ходулях
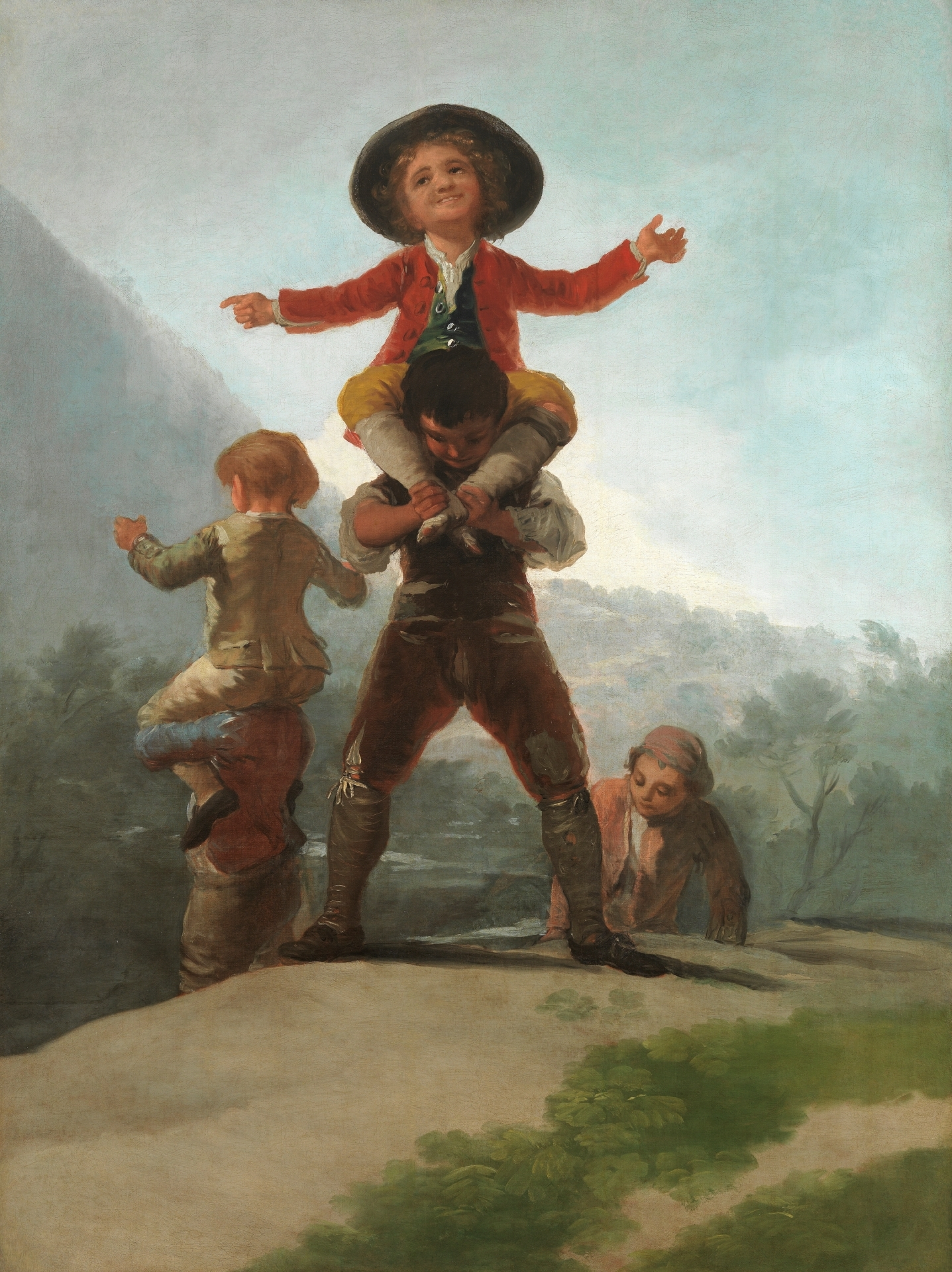
картина Великаны, возможно так и придумали ходули
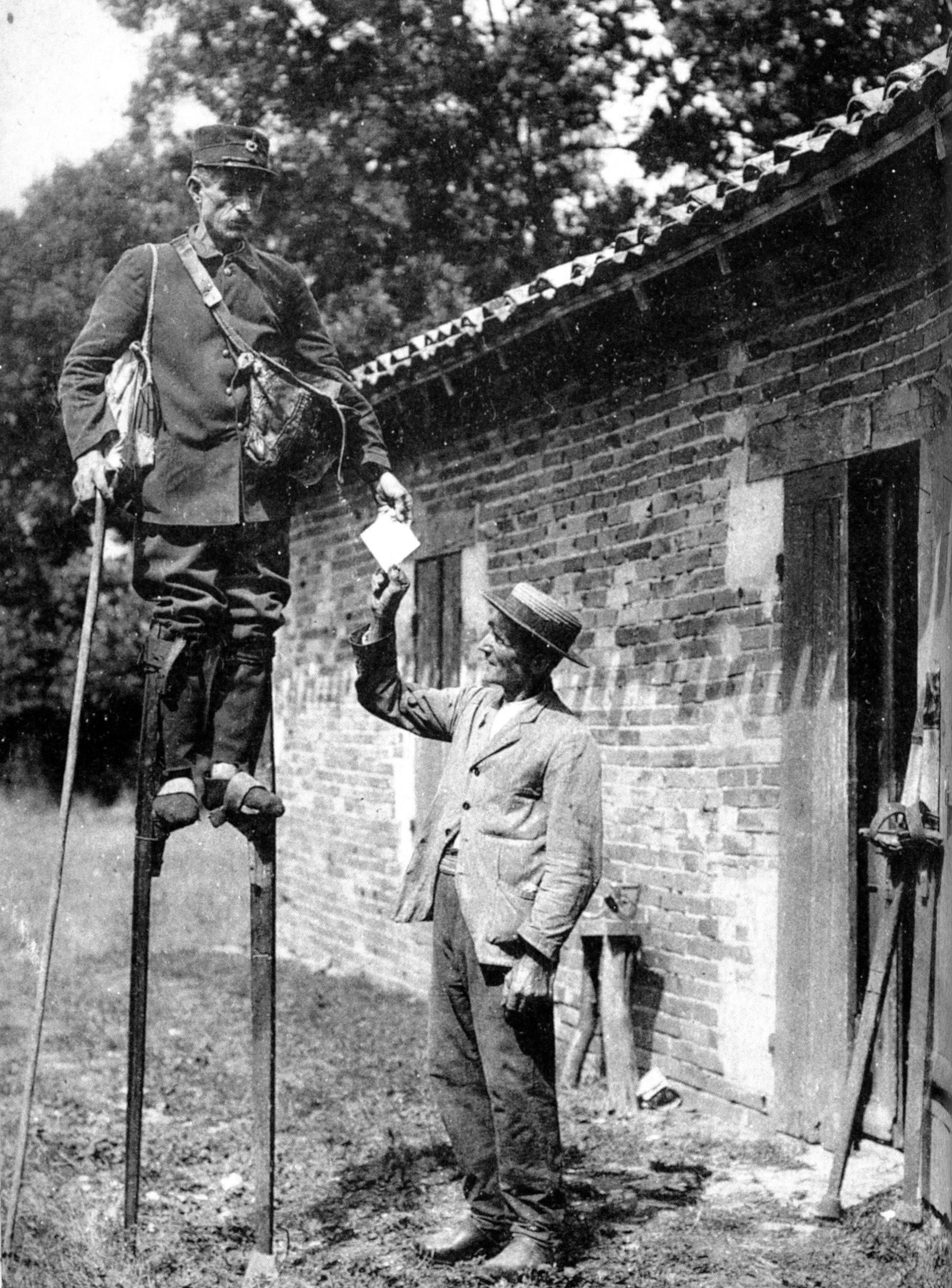
Доставка почты на ходулях в сельской местности (гасконский край Пеи-де-Бюш, Франция, начало XX века)
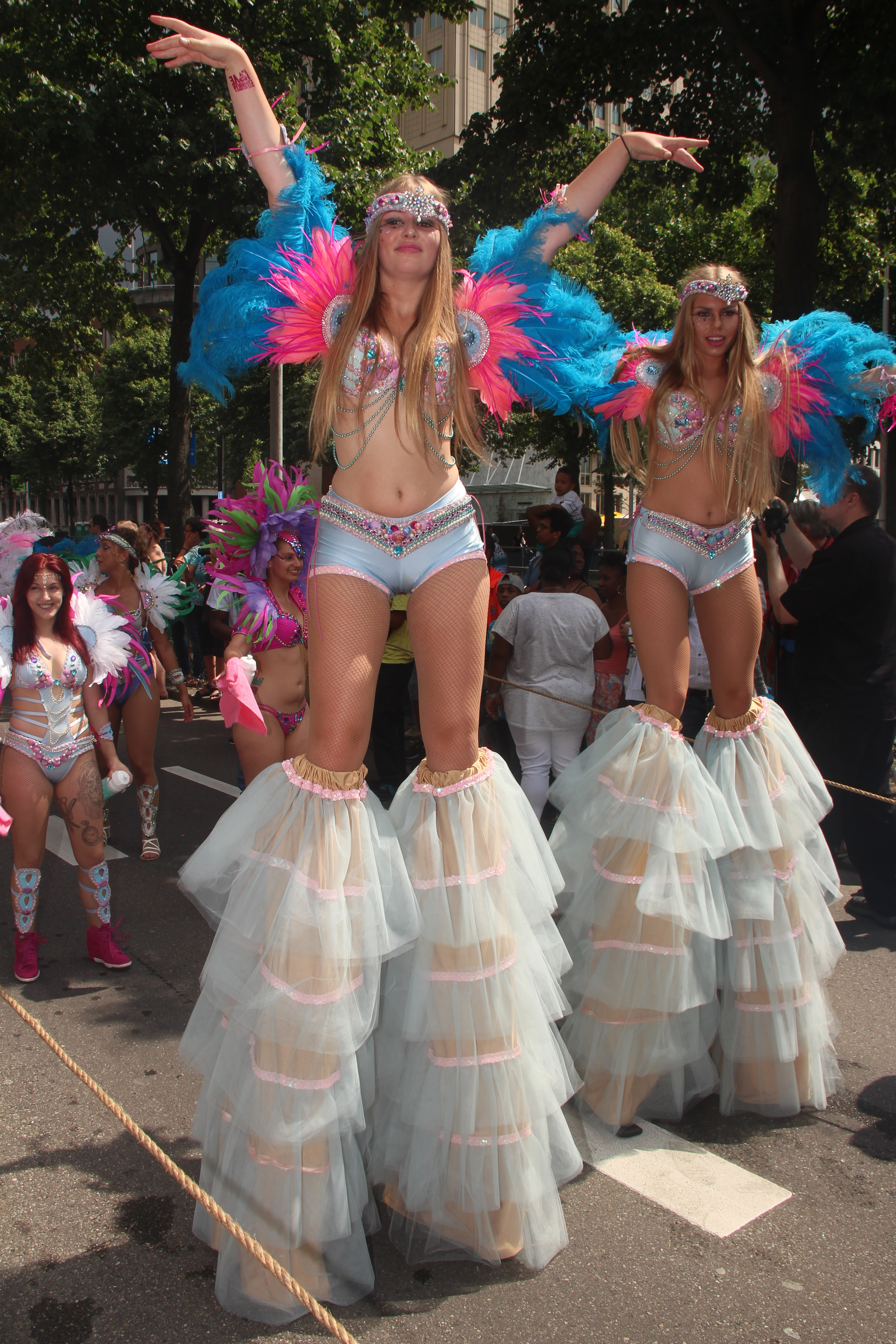
Женщины на ходулях в Роттердаме

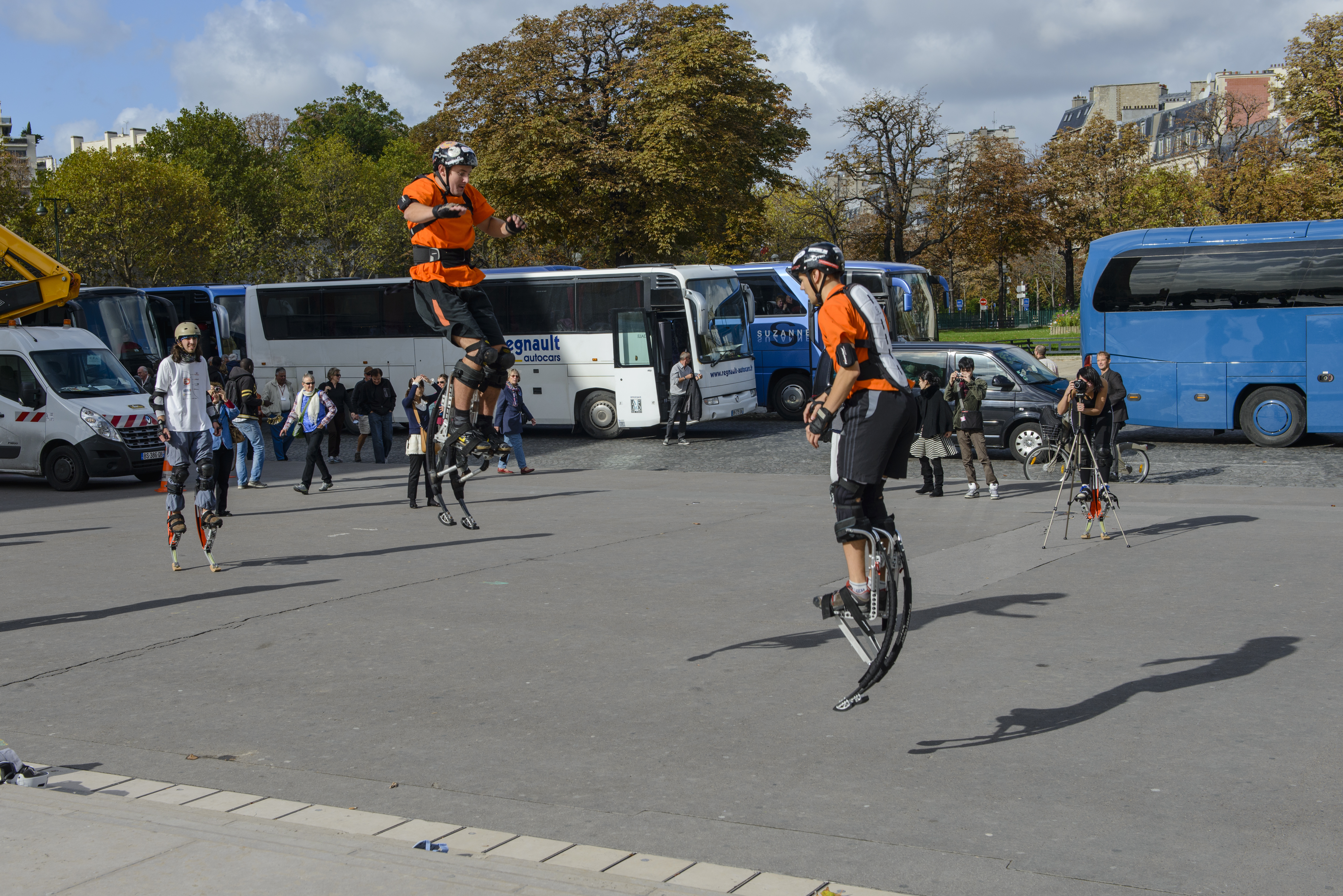
пружинные ходули
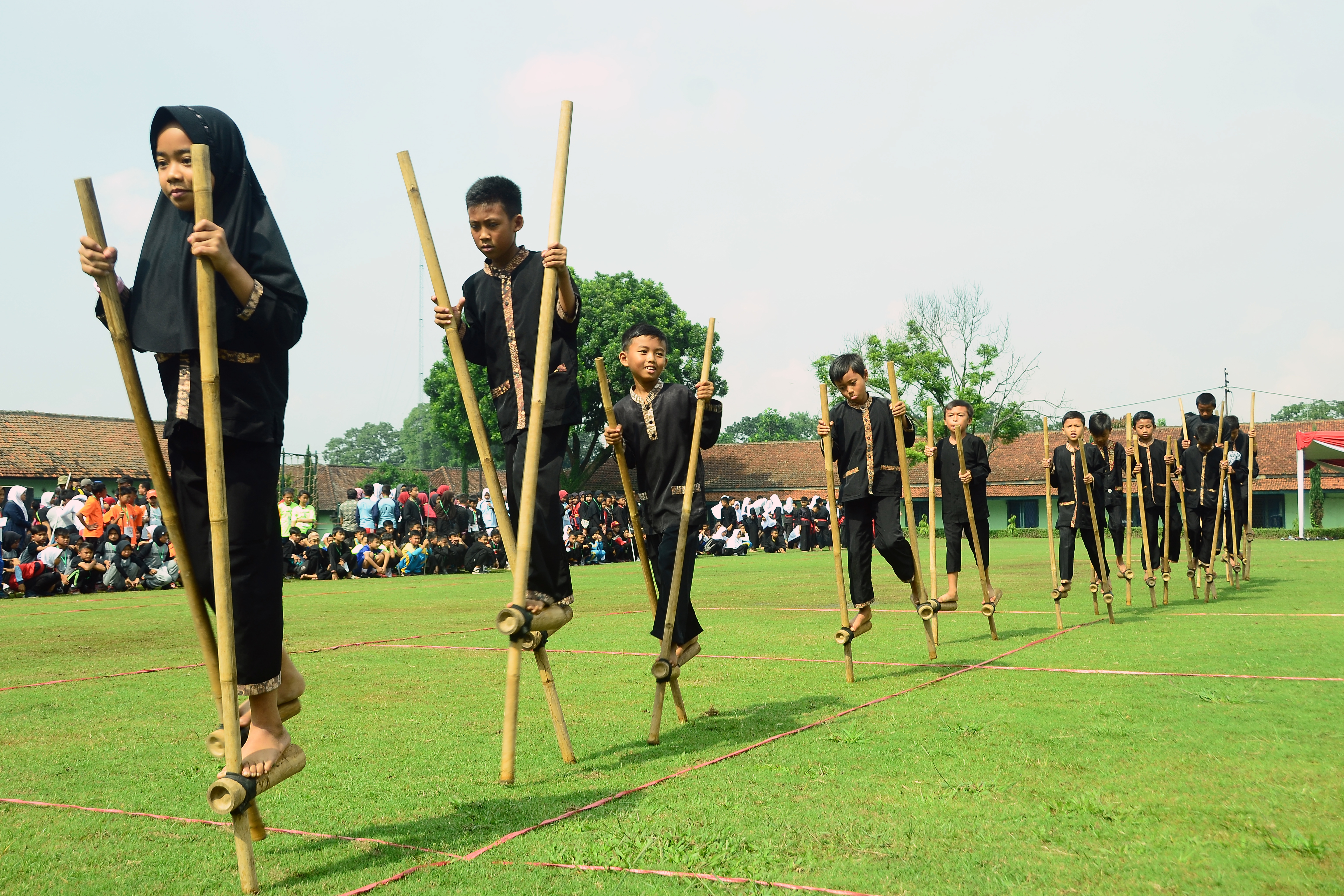
дети на ходулях в Индонезии
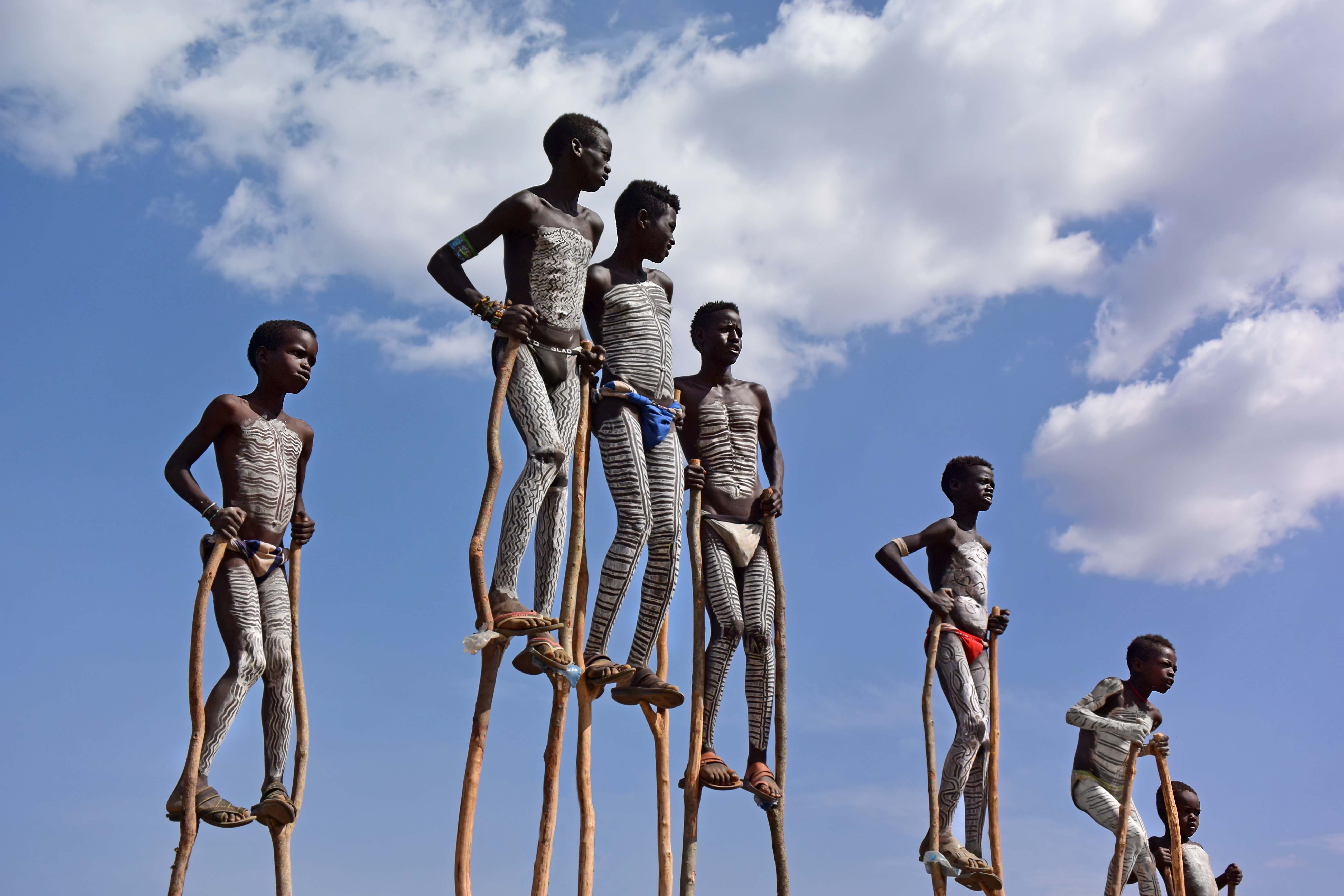
дети на ходулях в Эфиопии
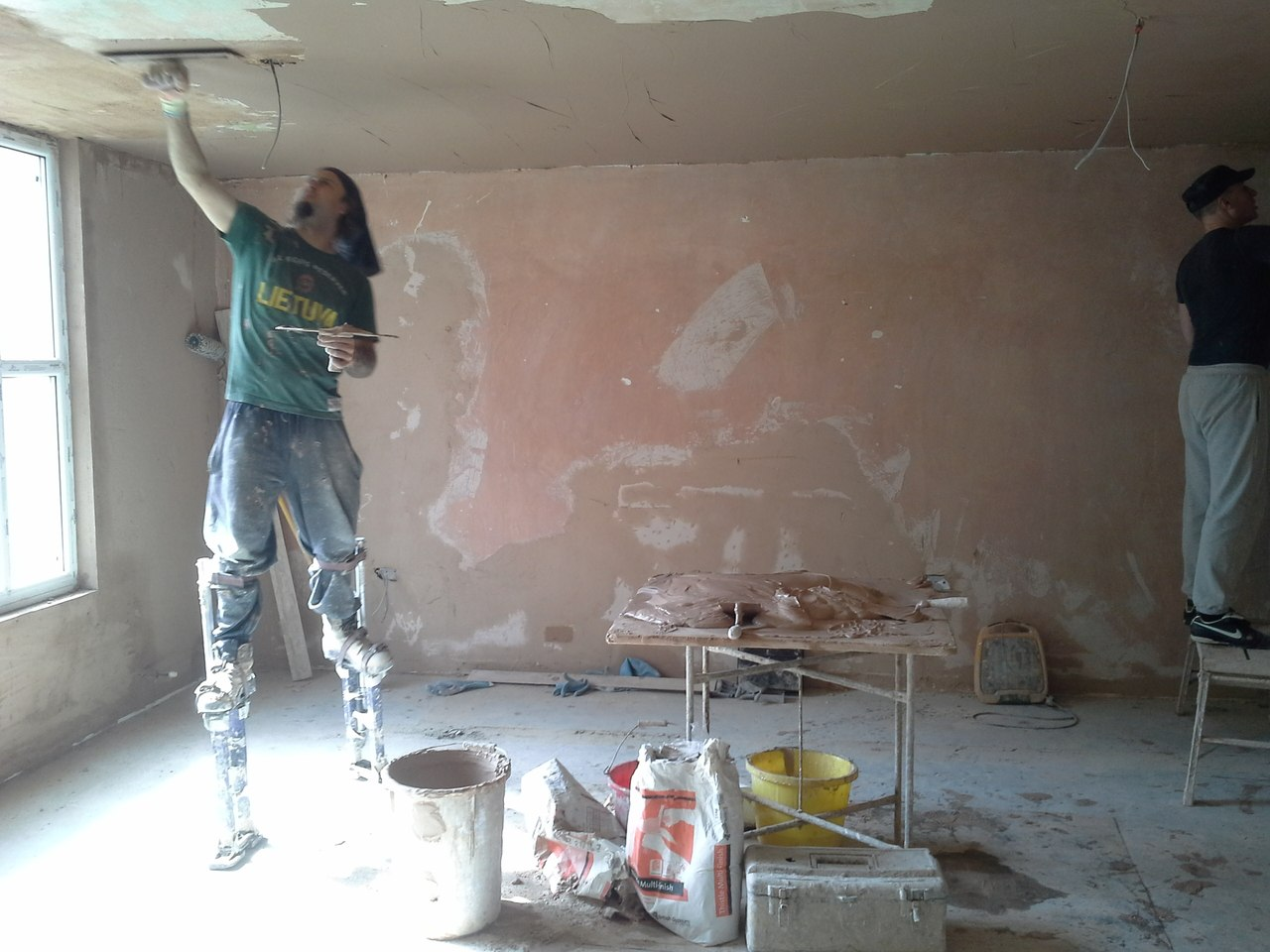
tШтукатур на рабочих ходулях в Лондоне. 2014
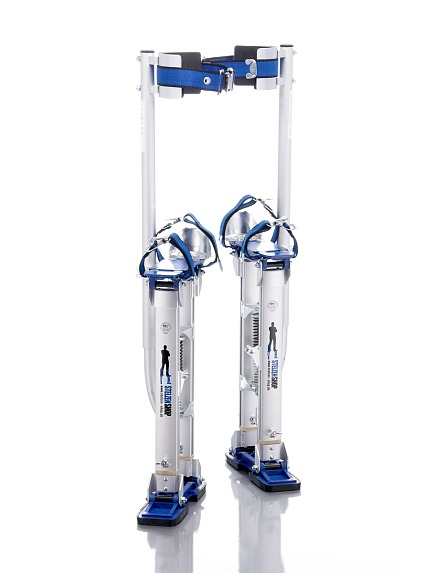
алюминиевые строительные ходули
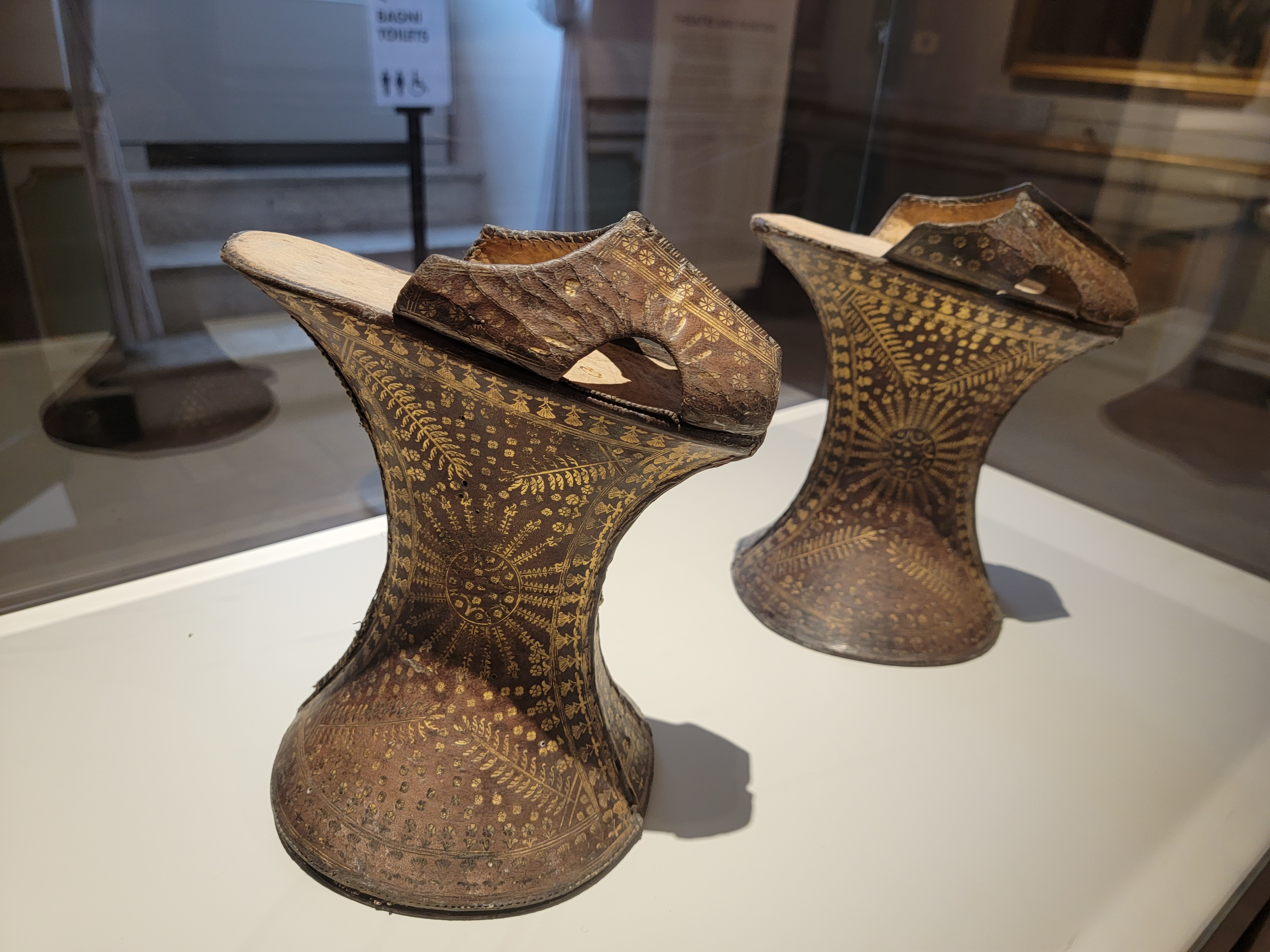
чопины
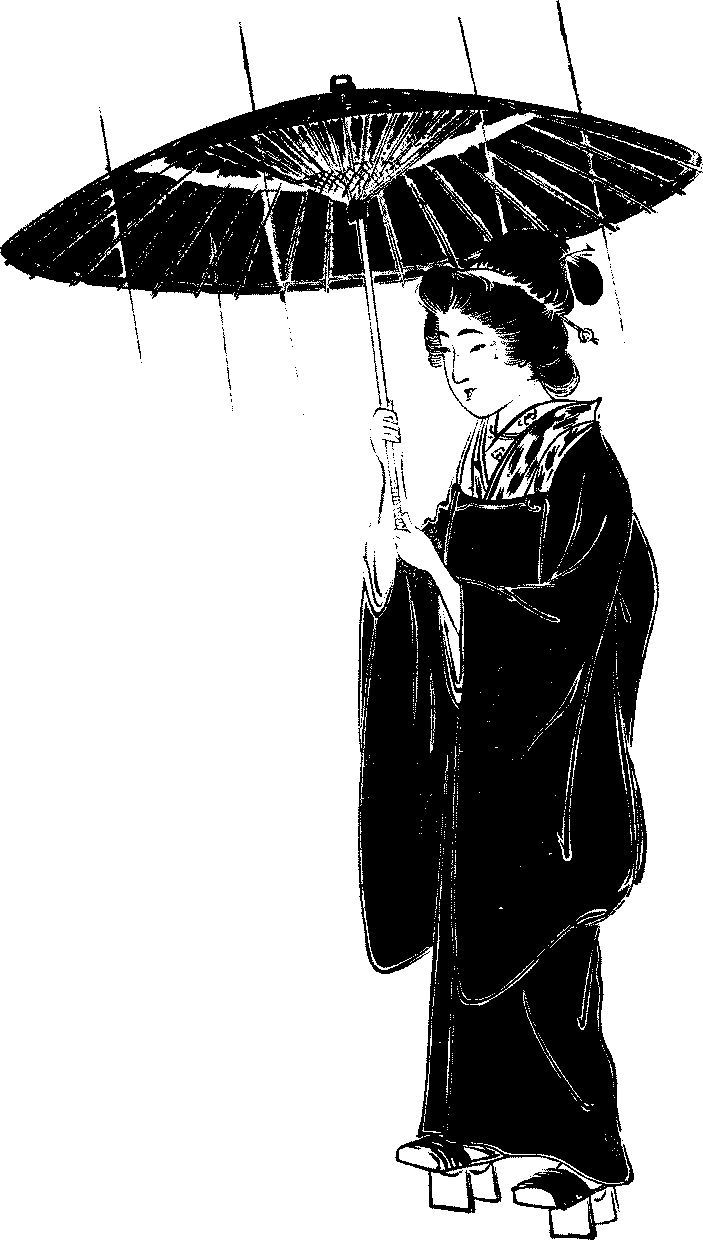
Гэта